# راجيف راي
راجيف راي (بالهندية: राजीव राय؛ بالإنجليزية: Rajiv Rai) هو مخرج هندي، ولد في 1955.

## وصلات خارجية
- راجيف راي على موقع IMDb (الإنجليزية)
- راجيف راي على موقع أول موفي (الإنجليزية)
- راجيف راي على موقع ديسكوغز (الإنجليزية)
- راجيف راي على موقع قاعدة بيانات الفيلم (الإنجليزية)
- راجيف راي على موقع كينوبويسك (الروسية)